# Alfredo Massari
Alfredo Massari (San Giorgio Piacentino, 20 dicembre 1903 – Piacenza, 5 maggio 1982) è stato un allenatore di calcio e calciatore italiano, di ruolo difensore e centrocampista.

## Caratteristiche tecniche
Inizialmente utilizzato come terzino, ha successivamente giocato per l'intera carriera come centromediano.

## Carriera

### Giocatore
Cresciuto nelle file dell'Edera, squadra piacentina dei campionati ULIC, entra a far parte della squadra riserve del Piacenza non ancora diciottenne, nel campionato di Prima Categoria 1921-1922. L'anno successivo esordisce in prima squadra nel campionato di Seconda Divisione disputando 10 partite da terzino; nel corso della partita Fanfulla-Piacenza sostituisce il portiere Mario Orgero, espulso, e subisce un gol.
Nel 1923 si trasferisce brevemente al Civitavecchia, dovendo svolgere il servizio militare, e rientra in forza al Piacenza in febbraio disputando una sola partita. Nelle stagioni successive diventa titolare del ruolo di centromediano, e gioca altre 36 partite nei campionati di Seconda Divisione, prima del declassamento al terzo livello del calcio italiano a seguito delle riforme della Carta di Viareggio.
Con i biancorossi emiliani ottiene nel 1928 la promozione in Prima Divisione (secondo livello), vincendo il girone D della Seconda Divisione Nord. Nel 1929, dopo la partenza di Francesco Mattuteia, diventa capitano della squadra, e mantiene il ruolo fino al 1932 quando a causa di un grave infortunio al ginocchio deve interrompere l'attività. Chiude definitivamente la carriera nel 1933, quando viene posto in lista di trasferimento, dopo 157 partite di campionato complessive con la maglia del Piacenza; di queste, 69 sono state disputate al secondo livello del calcio italiano (47 in Seconda Divisione e 22 nella Prima Divisione 1928-1929).

### Allenatore
Negli anni successivi resta nell'orbita della società piacentina, facendo parte per due volte della commissione tecnica alla guida della prima squadra (nel 1940-1941 e nel 1942-1943).

## Statistiche

### Presenze e reti nei club
| Stagione        | Squadra         | Campionato      | Campionato | Campionato | Coppe nazionali | Coppe nazionali | Coppe nazionali | Totale | Totale  |
| Stagione        | Squadra         | Comp            | Pres       | Reti       | Comp            | Pres            | Reti            | Pres   | Reti    |
| --------------- | --------------- | --------------- | ---------- | ---------- | --------------- | --------------- | --------------- | ------ | ------- |
| 1922-1923       | Piacenza        | SD              | 10         | 0; -1      | -               | -               | -               | 10     | 0; -1   |
| 1923-feb.1924   | Civitavecchia   | TD              | ?          | ?          | -               | -               | -               | ?      | ?       |
| feb.-giu. 1924  | Piacenza        | SD              | 1          | 0          | -               | -               | -               | 1      | 0       |
| 1924-1925       | Piacenza        | SD              | 16         | 1          | -               | -               | -               | 16     | 1       |
| 1925-1926       | Piacenza        | SD              | 20         | 1          | -               | -               | -               | 20     | 1       |
| 1926-1927       | Piacenza        | SD              | 4          | 0          | CI              | 0               | 0               | 4      | 0       |
| 1927-1928       | Piacenza        | SD              | 18+5       | 2+0        | -               | -               | -               | 23     | 2       |
| 1928-1929       | Piacenza        | PD              | 22         | 0          | -               | -               | -               | 22     | 0       |
| 1929-1930       | Piacenza        | PD              | 28         | 1          | -               | -               | -               | 28     | 1       |
| 1930-1931       | Piacenza        | PD              | 24         | 4          | -               | -               | -               | 24     | 4       |
| 1931-1932       | Piacenza        | PD              | 14         | 2          | -               | -               | -               | 14     | 2       |
| 1932-1933       | Piacenza        | PD              | 0          | 0          | -               | -               | -               | 0      | 0       |
| Totale Piacenza | Totale Piacenza | Totale Piacenza | 157+5      | 11+0; -1   | -               | 0               | 0               | 162    | 11; -1  |
| Totale carriera | Totale carriera | Totale carriera | 157+5      | 11+0; -1   | -               | 0               | 0               | 162+   | 11+; -1 |

## Palmarès
- Seconda Divisione: 1

1927-1928